# Ельцов, Виктор Николаевич
Виктор Николаевич Ельцов (род. 1 сентября 1951, Лаишево, Татарская АССР) — государственный деятель, депутат Государственной думы четвёртого созыва.

## Биография
В 1990‑1993 гг. избирался народным депутатом РФ. Был членом Комитета Верховного Совета РФ по вопросам экономической реформы и собственности, членом Мандатной комиссии, входил в состав фракции «Промышленный союз». Был депутатом Государственного Совета Республики Татарстан.

### Депутат госдумы
7 декабря 2003 г. был избран в Государственную Думу РФ четвёртого созыва по федеральному списку избирательного объединения Партия «Единство» и «Отечество» ‑ Единая Россия, был членом фракции «Единая Россия», членом Комитета по промышленности, строительству и наукоемким технологиям.
С марта 2008 г. ‑ заместитель руководителя Федерального агентства по обустройству государственной границы Российской Федерации.

## Награды
- Орден Дружбы (8 ноября 2007 года) — за заслуги в законотворческой деятельности, укреплении и развитии российской государственности[3]